# Parrocchie della Louisiana
Questa pagina riporta l'elenco delle 64 parrocchie (parishes) della Louisiana, negli Stati Uniti d'America.
La Louisiana è l'unico stato, insieme all'Alaska, a non ripartirsi in contee (counties). L'usanza risale ai tempi della colonizzazione francese e spagnola dell'area.

## Forme di governo
Trentotto parrocchie sono governate da un collegio di polizia (police jury), mentre le restanti ventisei hanno varie altre forme di governo: consiglio-presidente, consiglio-direttore, o il consolidamento col comune capoluogo.

## Storia
La Louisiana fu costituita da colonie francesi e spagnole, che erano entrambe ufficialmente cattoliche; il governo locale delle colonie era basato sulle parrocchie, come divisioni ecclesiastiche locali.
A seguito dell'Acquisto della Louisiana del 1803 il consiglio legislativo territoriale divise il Territorio di Orleans (il predecessore dello stato della Louisiana) in 12 contee; i confini di queste contee erano definiti approssimativamente, ma coincidevano all'incirca con le parrocchie coloniali, e da qui utilizzano lo stesso nome.
Il 31 marzo 1807 il Parlamento territoriale creò 19 parrocchie senza abolire le vecchie contee (il cui nome continuò a esistere fino al 1845). Nel 1811 si tenne una convenzione costituzionale per preparare l'ingresso della Louisiana negli Stati Uniti. Questa convenzione organizzò lo Stato in sette distretti giudiziari, ognuno dei quali era costituito da un gruppo di parrocchie. Nel 1816 la prima mappa ufficiale dello Stato utilizzò il termine "parrocchie", così come anche fece la Costituzione del 1845. Da allora, il termine ufficiale per la suddivisione territoriale civile di primo livello è "parrocchia".
Alle 19 parrocchie originali su aggiunse la parrocchia di Catahoula, e nel 1810 furono create quattro parrocchie addizionali dall'ex territorio della Florida occidentale spagnola.
Nell'aprile 1812 la parrocchia di Attakapas divenne la parrocchia di Saint Martin e il 30 aprile lo Stato fu ammesso all'Unione con 25 parrocchie.
Nel 1820 si aggiunse la parrocchia di Washington e la parrocchia di Feliciana fu divisa in East e West nel 1824. L'anno successivo nacque la parrocchia di Jefferson dal territorio di quella di Orleans. Nel 1830 fu creata la parrocchia di Claiborne, e la vecchia parrocchia di Warren fu assorbita nella parrocchia di Ouachita, per poi essere ricreata come parrocchia di Carroll pochi anni dopo.
Nel 1838 venne creata la parrocchia di Caddo a partire da Natchitoches, così come avvenne per Madison e Caldwell a est. Nel 1839 fu costituita la parrocchia di Union nel territorio di Ouachita, e nel 1840 nacque la parrocchia di Calcasieu dal territorio di Saint Landry.
Nel 1843 vennero create cinque parrocchie: Bossier, De Soto, Franklin, Sabine e Tensas. Nel 1844 vennero create Morehouse e Vermilion dai territori di Ouachita e Lafayette. L'anno successivo fu creata Jackson, le vecchie contee vennero abbandonate e le suddivisioni territoriali vennero definite ufficialmente "parrocchie". Nel 1848 fu costituita la parrocchia di Bienville da quella di Claiborne e nel 1852 venne formata la parrocchia di Winn, mentre alle parrocchie più a sud vennero aggiunti e tolti territori.
Nel 1853 la parrocchia di Lafourche Interior cambiò nome in Lafourche. Durante l'era della ricostruzione il governo statale creò diverse nuove parrocchie, tra cui Iberia e Richland. I progetti per creare una parrocchia da Saint Martin e Saint Mary risalgono al 1940, e nel 1869 vennero create Tangipahoa e Grant. Nel 1870 venne creata la quinta nuova parrocchia, Cameron, e fu poi seguita da Red River, Vernon e Webster nel 1871. La nona parrocchia a essere creata sotto il governo repubblicano radicale fu Lincoln, chiamata come l'ex Presidente, nel 1873. Nel 1877 la vecchia parrocchia di Carroll fu divisa in East e West Carroll, che sono definite in modo non ufficiale la decima e undicesima parrocchia della ricostruzione, dato che il progetto ebbe fine in quell'anno.
Non vennero create nuove parrocchie fino al 1886, quando nacque Acadia dal territorio di St. Landry. Di nuovo, fino al 1908 non vi furono modifiche, finché la metà occidentale di Catahoula divenne la parrocchia di La Salle.
Nel 1910 il numero delle parrocchie salì a 61 con la creazione di Evangeline, e le ultime tre (Allen, Beauregard e Jefferson Davis) vennero create a partire dall'area di Calcasieu. Dopo di ciò vi furono numerose modifiche ai confini, la più importante delle quali fu la divisione del lago Pontchartrain tra Tangipahoa, St. Tammany, Orleans, Jefferson, St. John the Baptist e St. Charles nel 1979.

## Elenco delle parrocchie
1. Acadia
2. Allen
3. Ascension
4. Assumption
5. Avoyelles
6. Beauregard
7. Bienville
8. Bossier
9. Caddo
10. Calcasieu
11. Caldwell
12. Cameron
13. Catahoula
14. Claiborne
15. Concordia
16. De Soto
17. East Baton Rouge
18. East Carroll
19. East Feliciana
20. Evangeline
21. Franklin
22. Grant

1. Iberia
2. Iberville
3. Jackson
4. Jefferson
5. Jefferson Davis
6. La Salle
7. Lafayette
8. Lafourche
9. Lincoln
10. Livingston
11. Madison
12. Morehouse
13. Natchitoches
14. Orleans
15. Ouachita
16. Plaquemines
17. Pointe Coupee
18. Rapides
19. Red River
20. Richland
21. Sabine
22. Saint Bernard

1. Saint Charles
2. Saint Helena
3. Saint James
4. Saint John the Baptist
5. Saint Landry
6. Saint Martin
7. Saint Mary
8. Saint Tammany
9. Tangipahoa
10. Tensas
11. Terrebonne
12. Union
13. Vermilion
14. Vernon
15. Washington
16. Webster
17. West Baton Rouge
18. West Carroll
19. West Feliciana
20. Winn